# Onoba aculeus
Onoba aculeus är en snäckart som först beskrevs av Gould 1841.  Onoba aculeus ingår i släktet Onoba och familjen Rissoidae. Arten är reproducerande i Sverige. Inga underarter finns listade i Catalogue of Life.